# Floret
El floret és una arma d'estocada llarga, flexible, d'acer inoxidable, d'uns 500 grams de pes i 110 cm de longitud i de secció rectangular. El tocat es realitza únicament amb la punta. Originàriament era una espasa d'entrenament, inofensiva de full flexible, acabat amb un botó en forma de flor, que permetia simular un duel sense risc. Apareix per primer cop cap al segle xvii. Actualment s'ha transformat el seu ús en una de les tres armes que s'utilitzen en l'esport de l'esgrima.